# PRSS58
PRSS58 (англ. Protease, serine 58) – білок, який кодується однойменним геном, розташованим у людей на 7-й хромосомі. Довжина поліпептидного ланцюга білка становить 241 амінокислот, а молекулярна маса — 27 085.
| 10         |  | 20         |  | 30         |  | 40         |  | 50         |
| ---------- |  | ---------- |  | ---------- |  | ---------- |  | ---------- |
| MKFILLWALL |  | NLTVALAFNP |  | DYTVSSTPPY |  | LVYLKSDYLP |  | CAGVLIHPLW |
| VITAAHCNLP |  | KLRVILGVTI |  | PADSNEKHLQ |  | VIGYEKMIHH |  | PHFSVTSIDH |
| DIMLIKLKTE |  | AELNDYVKLA |  | NLPYQTISEN |  | TMCSVSTWSY |  | NVCDIYKEPD |
| SLQTVNISVI |  | SKPQCRDAYK |  | TYNITENMLC |  | VGIVPGRRQP |  | CKEVSAAPAI |
| CNGMLQGILS |  | FADGCVLRAD |  | VGIYAKIFYY |  | IPWIENVIQN |  | N          |

A: Аланін

C: Цистеїн

D: Аспарагінова кислота

E: Глутамінова кислота

F: Фенілаланін

G: Гліцин

H: Гістидин

I: Ізолейцин

K: Лізин

L: Лейцин

M: Метіонін

N: Аспарагін

P: Пролін

Q: Глутамін

R: Аргінін

S: Серин

T: Треонін

V: Валін

W: Триптофан

Кодований геном білок за функціями належить до гідролаз, протеаз, серинових протеаз. 
Секретований назовні.